# 東胡德省
東胡德省（阿拉伯语：ولاية الحوض الشرقي）是毛里塔尼亞東南部的一個省份，東、南臨馬里。面積182,700平方公里，2000年估計人口281,600人。首府內馬。
下分6區。
1. ↑  . hdi.globaldatalab.org.   [2018-09-13]. （原始内容存档于2018-09-23） （英语）.